# Bondsrepubliek Duitsland op de Olympische Winterspelen 1972
Tijdens de Olympische Winterspelen van 1972, die in Sapporo (Japan) werden gehouden, nam de Bondsrepubliek Duitsland (informeel: West-Duitsland) voor de tweede keer deel naast een team uit de DDR.

## Medailleoverzicht
| Sport     | Olympiër                                                                 | Discipline    | Medaille |
| --------- | ------------------------------------------------------------------------ | ------------- | -------- |
| Bobsleeën | Wolfgang Zimmerer Peter Utzschneider                                     | 2-mansbob (m) | Goud     |
| Schaatsen | Erhard Keller                                                            | 500 m (m)     | Goud     |
| Schaatsen | Monika Pflug                                                             | 1000 m (v)    | Goud     |
| Bobsleeën | Horst Floth Pepi Bader                                                   | 2-mansbob (m) | Zilver   |
| Bobsleeën | Wolfgang Zimmerer Stefan Gaisreiter Walter Steinbauer Peter Utzschneider | 4-mansbob (m) | Brons    |

## Deelnemers en resultaten

### Alpineskiën
| Olympiër             | Discipline       | Resultaat | Prestatie                       |
| -------------------- | ---------------- | --------- | ------------------------------- |
| Alfred Hagn          | afdaling (m)     | 27e       | 1.56,04 (+4,61)                 |
| Alfred Hagn          | reuzenslalom (m) | 4e        | 3.11,16 (+1,54) 1.31,78+1.39,38 |
| Alfred Hagn          | slalom (m)       | dnf       | opgave                          |
| Sepp Heckelmiller    | reuzenslalom (m) | dnf       | opgave                          |
| Willi Lesch          | afdaling (m)     | 29e       | 1.56,67 (+5,24)                 |
| Christian Neureuther | reuzenslalom (m) | dnf       | opgave                          |
| Christian Neureuther | slalom (m)       | 11e       | 1.52,90 (+3,63) 58,42+54,48     |
| Max Rieger           | reuzenslalom (m) | 6e        | 3.11,94 (+2,32) 1.33,86+1.38,08 |
| Max Rieger           | slalom (m)       | dnf       | opgave                          |
| Hans-Jörg Schlager   | afdaling (m)     | 18e       | 1.55,05 (+3,62)                 |
| Hans-Jörg Schlager   | slalom (m)       | dnf       | opgave                          |
| Franz Vogler         | afdaling (m)     | 24e       | 1.55,50 (+4,07)                 |
| Pamela Behr          | afdaling (v)     | 36e       | 1.44,22 (+7,54)                 |
| Pamela Behr          | reuzenslalom (v) | 25e       | 1.35,87 (+5,97)                 |
| Pamela Behr          | slalom (v)       | 6e        | 1.34,27 (+3,03) 47,57+46,70     |
| Rosi Mittermaier     | afdaling (v)     | 6e        | 1.39,32 (+2,64)                 |
| Rosi Mittermaier     | reuzenslalom (v) | 12e       | 1.33,39 (+3,49)                 |
| Rosi Mittermaier     | slalom (v)       | 17e       | 1.41,17 (+9,93) 47,27+53,90     |
| Rosi Speiser         | afdaling (v)     | 5e        | 1.39,10 (+2,42)                 |
| Rosi Speiser         | reuzenslalom (v) | 5e        | 1.32,56 (+2,66)                 |
| Rosi Speiser         | slalom (v)       | dnf       | opgave                          |
| Traudl Treichl       | afdaling (v)     | 13e       | 1.40,62 (+3,94)                 |
| Traudl Treichl       | reuzenslalom (v) | 9e        | 1.33,08 (+3,18)                 |
| Traudl Treichl       | slalom (v)       | dnf       | opgave                          |

### Biatlon
| Olympiër          | Discipline | Resultaat | Prestatie                       |
| ----------------- | ---------- | --------- | ------------------------------- |
| Josef Niedermeier | 20 km (m)  | 46e       | 1:29.26,44 (+13.30,94) pen.: 8  |
| Theo Merkel       | 20 km (m)  | 50e       | 1:30.58,17 (+15.02,67) pen.: 11 |

### Bobsleeën
| Olympiër                                                                 | Discipline                      | Resultaat | Prestatie                                               |
| ------------------------------------------------------------------------ | ------------------------------- | --------- | ------------------------------------------------------- |
| Horst Floth Pepi Bader                                                   | 2-mansbob (m) West-Duitsland I  | Zilver    | 4.58,84 (+1,77) (1.16,04 / 1.15,38 / 1.14,35 / 1.13,07) |
| Wolfgang Zimmerer Peter Utzschneider                                     | 2-mansbob (m) West-Duitsland II | Goud      | 4.57,07 (1.14,81 / 1.14,56 / 1.13,51 / 1.14,19)         |
| Wolfgang Zimmerer Stefan Gaisreiter Walter Steinbauer Peter Utzschneider | 4-mansbob (m) West-Duitsland I  | Brons     | 4.43,92 (+0,85) (1.11,18 / 1.11,75 / 1.10,30 / 1.10,69) |
| Horst Floth Donat Ertel Walter Gillik Pepi Bader                         | 4-mansbob (m) West-Duitsland II | 5e        | 4.45,09 (+2,02) (1.10,83 / 1.11,88 / 1.11,06 / 1.11,32) |

### Kunstrijden
| Olympiër                        | Discipline | Resultaat | Prestatie                |
| ------------------------------- | ---------- | --------- | ------------------------ |
| Isabel Duval de Navarre         | vrouwen    | 14e       | pc. 128,0; 2340,0 punten |
| Almut Lehmann Herbert Wiesinger | paarrijden | 5e        | pc. 52,0; 399,8 punten   |
| Corinna Halke Eberhard Rausch   | paarrijden | 10e       | pc. 87,0; 381,1 punten   |

### Langlaufen
| Olympiër                                           | Discipline            | Resultaat | Prestatie                                                         |
| -------------------------------------------------- | --------------------- | --------- | ----------------------------------------------------------------- |
| Franz Betz                                         | 15 km (m)             | 36e       | 49.00,41 (+3.32,17)                                               |
| Walter Demel                                       | 15 km (m)             | 7e        | 46.17,36 (+49,12)                                                 |
| Walter Demel                                       | 30 km (m)             | 5e        | 1:37.45,53 (+1.14,38)                                             |
| Walter Demel                                       | 50 km (m)             | 5e        | 2:44.32,67 (+1.17,92)                                             |
| Hartmut Döpp                                       | 15 km (m)             | 32e       | 48.46,08 (+3.17,84)                                               |
| Hartmut Döpp                                       | 30 km (m)             | 35e       | 1:44.51,05 (+8.19,90)                                             |
| Edgar Eckert                                       | 30 km (m)             | 38e       | 1:45.38,51 (+9.07,36)                                             |
| Edgar Eckert                                       | 50 km (m)             | 31e       | 3:00.08,32 (+16.53,57)                                            |
| Gerhard Gehring                                    | 15 km (m)             | 22e       | 47.33,78 (+2.05,54)                                               |
| Gerhard Gehring                                    | 30 km (m)             | 10e       | 1:39.44,47 (+3.13,32)                                             |
| Franz Betz Urban Hettich Hartmut Döpp Walter Demel | 4x10 km estafette (m) | 7e        | 2:10.42,85 (+5.54,91) (33.08,14 / 34.06,06 / 32.22,00 / 31.06,65) |
| Michaela Endler                                    | 5 km (v)              | 11e       | 17.32,56 (+32,06)                                                 |
| Michaela Endler                                    | 10 km (v)             | 17e       | 36.38,05 (+2.20,23)                                               |
| Monika Mrklas                                      | 5 km (v)              | 24e       | 17.57,40 (+56,90)                                                 |
| Monika Mrklas                                      | 10 km (v)             | dnf       | opgave                                                            |
| Ingrid Rothfuß                                     | 10 km (v)             | 32e       | 38.03,69 (+3.45,87)                                               |
| Monika Mrklas Ingrid Rothfuß Michaela Endler       | 3x5 km estafette (v)  | 4e        | 50.25,61 (+1.39,46) (17.40,22 / 17.06,50 / 15.38,89)              |

### Noordse combinatie
| Olympiër       | Discipline | Resultaat | Prestatie                                       |
| -------------- | ---------- | --------- | ----------------------------------------------- |
| Ralph Pöhland  | mannen     | 10e       | 381,195 punten schans: 174,8 p 15 km: 206,395 p |
| Urban Hettich  | mannen     | 20e       | 366,775 punten schans: 152,1 p 15 km: 214,675 p |
| Alfred Winkler | mannen     | 25e       | 357,110 punten schans: 175,6 p 15 km: 181,510 p |
| Franz Keller   | mannen     | 33e       | 336,860 punten schans: 154,0 p 15 km: 182,860 p |

### Rodelen
| Olympiër                        | Discipline | Resultaat | Prestatie                                       |
| ------------------------------- | ---------- | --------- | ----------------------------------------------- |
| Leonhard Nagenrauft             | mannen     | 5e        | 3.29,67 (+2,09) (53,00 / 52,79 / 51,97 / 51,91) |
| Josef Fendt                     | mannen     | 6e        | 3.30,03 (+2,45) (53,03 / 52,73 / 52,25 / 52,02) |
| Wolfgang Winkler                | mannen     | 15e       | 3.33,08 (+5,50) (54,07 / 53,53 / 52,66 / 52,82) |
| Hans Wimmer                     | mannen     | 17e       | 3.33,80 (+6,22) (54,09 / 53,82 / 52,62 / 53,27) |
| Elisabeth Demleitner            | vrouwen    | 4e        | 3.00,80 (+1,62) (45,45 / 45,62 / 45,08 / 44,65) |
| Christa Schmuck                 | vrouwen    | 10e       | 3.03,19 (+4,01) (45,98 / 46,01 / 45,99 / 45,21) |
| Gisela Otto                     | vrouwen    | 18e       | 3.06,54 (+7,36) (47,04 / 46,78 / 46,73 / 45,99) |
| Hans Brandner Balthasar Schwarm | dubbel     | 5e        | 1.29,66 (+1,31) (44,86 / 44,80)                 |
| Stefan Hölzlwimmer Hans Wimmer  | dubbel     | 11e       | 1.30,92 (+2,57) (45,61 / 45,31)                 |

### Schaatsen
| Olympiër          | Discipline   | Resultaat | Prestatie          |
| ----------------- | ------------ | --------- | ------------------ |
| Erhard Keller     | 500 m (m)    | Goud      | 39,44              |
| Hans Lichtenstern | 500 m (m)    | 10e       | 40,55 (+1,11)      |
| Herbert Schwarz   | 500 m (m)    | 31e       | 43,03 (+3,59)      |
| Herbert Schwarz   | 1500 m (m)   | 32e       | 2.15,42 (+12,46)   |
| Herbert Schwarz   | 5000 m (m)   | 27e       | 8.26,03 (+1.02,42) |
| Gerd Zimmermann   | 500 m (m)    | 21e       | 41,35 (+1,91)      |
| Gerd Zimmermann   | 1500 m (m)   | 12e       | 2.08,95 (+5,99)    |
| Gerd Zimmermann   | 5000 m (m)   | 9e        | 7.41,16 (+17,55)   |
| Gerd Zimmermann   | 10.000 m (m) | 8e        | 15.43,92 (+42,57)  |
| Paula Dufter      | 500 m (v)    | 12e       | 45,77 (+2,44)      |
| Paula Dufter      | 1000 m (v)   | 16e       | 1.34,86 (+3,46)    |
| Paula Dufter      | 1500 m (v)   | 15e       | 2.26,00 (+5,15)    |
| Monika Pflug      | 500 m (v)    | 5e        | 44,75 (+1,42)      |
| Monika Pflug      | 1000 m (v)   | Goud      | 1.31,40            |
| Monika Pflug      | 1500 m (v)   | 10e       | 2.24,69 (+3,84)    |
| Monika Stützle    | 500 m (v)    | 27e       | 48,15 (+4,82)      |
| Monika Stützle    | 1500 m (v)   | 31e       | 2.37,15 (+16,30)   |

### Schansspringen
| Olympiër           | Discipline         | Resultaat | Prestatie                                         |
| ------------------ | ------------------ | --------- | ------------------------------------------------- |
| Günther Göllner    | normale schans (m) | 46e       | 185,9 punten 101,6 p. (74,0 m) + 84,3 p. (66,0 m) |
| Günther Göllner    | grote schans (m)   | 27e       | 175,3 punten 93,0 p. (90,0 m) + 82,3 p. (87,0 m)  |
| Alfred Grosche     | normale schans (m) | 47e       | 182,8 punten 92,2 p. (70,0 m) + 90,6 p. (69,0 m)  |
| Alfred Grosche     | grote schans (m)   | 52e       | 119,6 punten 44,6 p. (84,0 m) + 75,0 p. (77,5 m)  |
| Sepp Schwinghammer | normale schans (m) | 49e       | 180,1 punten 89,8 p. (68,5 m) + 90,3 p. (68,5 m)  |

### IJshockey
| Olympiër | Discipline | Resultaat | Prestatie |
| --- | ---------- | --------- | --- |
| Toni Kehle Heiko Antons Georg Kink Rainer Makatsch Otto Schneitberger Josef Völk Werner Modes Paul Langner Rudolf Thanner Karl-Heinz Egger Rainer Philipp Bernd Kuhn Reinhold Bauer Johann Eimannsberger Lorenz Funk Erich Kühnhackl Alois Schloder Anton Hofherr Hans Rothkirch Martin Wild | mannen     | 7e        | kwalificatieronde: 0 - 4 West-Duitsland - Polen B-groep (7e-11e plaats): 5 - 0 West-Duitsland - Zwitserland 6 - 2 West-Duitsland - Joegoslavië 5 - 1 West-Duitsland - Noorwegen 6 - 7 West-Duitsland - Japan |

Argentinië · Australië · België · Bondsrepubliek Duitsland · Bulgarije · Canada · Duitse Democratische Republiek · Filipijnen · Finland · Frankrijk · Griekenland · Groot-Brittannië · Hongarije · Iran · Italië · Japan · Joegoslavië · Libanon · Liechtenstein · Mongolië · Nederland · Nieuw-Zeeland · Noord-Korea · Noorwegen · Oostenrijk · Polen · Roemenië · Sovjet-Unie · Spanje · Taiwan · Tsjecho-Slowakije · Verenigde Staten · Zuid-Korea · Zweden · Zwitserland